# Cybill Shepherd
Cybill Shepherd   (Memphis, 18 de febrer de 1950), és una actriu, presentadora, cantant i ex-model estatunidenca, així com activista pels drets del col·lectiu LGBT i l'avortament. La seva filmografia principal inclou títols com L'última projecció (1971), El trencacors (1972), Taxi Driver (1976), Texasville (1990) i Alice (1990). A la televisió ha treballat en sèries com Moonlighting (1985-1989), amb Bruce Willis, Cybill (1995-1998), The L Word (2007-2009) i The Client List (2012-2013), entre d'altres.

## Carrera

### Primers treballs
Shepherd debuta al cinema el 1971 a l'edat de 21 anys, en la pel·lícula L'última projecció, dirigida per Peter Bogdanovich. El llargmetratge està basat en la novel·la homònima escrita per Larry McMurtry i publicada el 1966. Comparteix pantalla amb Timothy Bottoms, Jeff Bridges, Ben Johnson, Eileen Brennan, Ellen Burstyn, Cloris Leachman, Clu Gulager, Randy Quaid i John Hillerman, en el seu debut cinematogràfic, entre d'altres. Per la seva actuació és nominada al premi Globus d'Or com a «Nova estrella de l'any - Actriu».
El 1972, l'actriu participa juntament amb Charles Grodin, Jeannie Berlin i Eddie Albert en la comèdia negra El trencacors, dirigida per Elaine May i amb guió de Neil Simon. Temps després torna a treballar amb el cineasta Peter Bogdanovich,qui la dirigeix en la pel·lícula Daisy Miller, de 1974, on ella representa el personatge principal. La seva interpretació rep crítiques majoritàriament negatives i comercialment al film no li va bé.
La seva intervenció en la pel·lícula dirigida per Martin Scorsese, Taxi Driver, la converteix en tot un símbol sexual de l'època. Tanmateix, en ser atacada per la crítica, especialment per les circumstàncies de la seva vida personal, la seva carrera comença a declinar. La seva participació en The Lady Vanishes, remake d'un clàssic d'Alfred Hitchcock, al costat d'Angela Lansbury i Elliott Gould, no aconsegueix proporcionar-li el retorn a la primera fila del estrellat cinematogràfic.

### Popularitat televisiva (1980-2000)
En la segona meitat de la dècada de 1980, Shepherd va aconseguir destacar novament quan va ser seleccionada per actuar en la Sèrie de televisió Moonlighting (1985-1989), on va interpretar la detectiu privada Maddie Hayes. Aquest paper, amb Bruce Willis com oponent, la va ajudar a consolidar-se com una actriu de comèdia, i el programa va arribar a un total de cinc temporades. Per la seva actuació va guanyar dos premis Globus d'Or com a «Millor actriu de sèrie de televisió - Comèdia o musical» i el guardó People's Choice com a «Intèrpret favorita de televisió» i «Artista favorita».
El 1989, l'actriu va protagonitzar la comèdia romàntica El cel es va equivocar sota la direcció d'Emile Ardolino i amb un repartiment que incloïa a Robert Downey Jr., Ryan O'Neal, Mary Stuart Masterson i Christopher McDonald. El film va rebre crítiques majoritàriament positives però comercialment no va anar gaire bé. Després va fer papers secundaris en les pel·lícules Alice (1990) i Once Upon a Crime (1992); també va realitzar cameos en els llargmetratges The Muse i Erin Brockovich.
Shepherd va tornar a la televisió el 1995 amb una nova comèdia del canal CBS, titulada Cybill Cybill (1995-1999). El seu personatge era el d'una actriu la popularitat de la qual estava en declivi i tenia problemes per aconseguir treball a Hollywood a causa de la seva edat.
El canal TV Guide va confirmar al novembre de 2008 la participació especial de la intèrpret en un episodi del programa de CBS Criminal Minds.

## Vida personal

El president Ronald Reagan saludant l'actriu Cybill Shepherd al despatx oval

Shepherd va iniciar el seu festeig amb l'empresari David Ford a mitjans dels anys setanta. Es van conèixer a la ciutat natal de l'actriu, durant una visita que ella feia als seus familiars procedent de Los Angeles. Es van casar el 1978 i van tenir una filla: Clementine Ford (nascuda el 1980). El matrimoni va durar fins al 1982, any en què es van divorciar. El 1987 es va casar novament, amb el quiropràctic Bruce Oppenheim. De la unió van néixer els bessons Ariel Shepherd-Oppenheim i Zack Shepherd-Oppenheim (1987); en aquest moment protagonitzava la quarta temporada de la sèrie de televisió Moonlighting, raó per la qual va haver d'ocultar al principi el seu embaràs. Shepherd i Oppenheim es van divorciar el 1990.
En la seva autobiografia va explicar les seves relacions amoroses amb el director de cinema Peter Bogdanovich, amb l'actor Don Johnson i amb el cantant Elvis Presley.

### Després del 2000
El 2003, Shepherd va ser triada per interpretar l'empresària i presentadora Martha Stewart en una pel·lícula biogràfica emesa per la cadena nord-americana NBC, titulada Martha, Inc.: The Story of Martha Stewart. S'hi mostraven els orígens de Stewart, així com els seus inicis a la televisió i en l'àmbit empresarial. Tant el film com l'actuació de Shepherd van rebre moltes crítiques positives. L'actriu va tornar a interpretar Stewart en el telefilm del 2005 Martha: Behind Bars.
Més tard, va representar el paper de Phyllis Kroll en les últimes dues temporades de la sèrie de televisió The L Word (2004-2009); el programa retratava la vida, les aventures i desventures d'un grup de dones homosexuals, les seves amigues, famílies i amants, a Los Angeles. El 2008 va interpretar Madeleine Spencer en la sèrie de la cadena USA Network Psych.
El 2010, Shepherd va aparèixer en un episodi de No Ordinary Family i el novembre del mateix any va protagonitzar un episodi de $h*! My Dad Says.
Shepherd va aparèixer al costat de Jennifer Love Hewitt a la pel·lícula de televisió de 2010 The Client List i després a la sèrie 2012-13 basada en la pel·lícula.
El juliol de 2012, Shepherd va fer el seu debut a Broadway en el revival de The Best Man de Gore Vidal al "Gerald Schoenfeld Theatre" al costat de James Earl Jones, John Stamos, John Larroquette, Kristin Davis i Elizabeth Ashley amb crítiques positives.
Shepherd va aparèixer com una mare que lamentava la mort de la seva filla a Do You Believe? (2015), una pel·lícula de temàtica cristiana produïda per "Pure Flix Entertainment".

## Activisme polític
Al llarg de la seva carrera, Shepherd ha estat una activista oberta per temes com els drets dels homosexuals i els drets a l'avortament. El 2009, va ser honrada per la Campanya de Drets Humans a Atlanta amb un dels dos premis Aliats Nacionals per a la Igualtat. Ha estat una defensora del matrimoni entre persones del mateix sexe.
Va estar present a l'obertura del Museu Nacional dels Drets Civils a la seva ciutat natal de Memphis, al qual va prestar suport econòmic.

## Creences religioses
Shepherd es va criar cristiana, però va declarar que finalment "va perdre el contacte" amb la religió. En una entrevista de 2007 a Metro Weekly, es va descriure a si mateixa com "una deessa budista pagana cristiana".
L'octubre de 2014, Shepherd va dir que havia tornat a connectar amb la seva fe cristiana.

## Filmografia

### Cinema
| Any  | Títol                                        | Personatge              | Notes                                                |
| ---- | -------------------------------------------- | ----------------------- | ---------------------------------------------------- |
| 1971 | L'última projecció (The Last Picture Show)   | Jacy Farrow             | nominada − Globus d'Or a l'actriu revelació de l'any |
| 1972 | El trencacors (The Heartbreak Kid)           | Kelly Corcoran          |                                                      |
| 1974 | Daisy Miller                                 | Annie P. 'Daisy' Miller |                                                      |
| 1975 | At Long Last Love                            | Brooke Carter           |                                                      |
| 1976 | Taxi Driver                                  | Betsy                   |                                                      |
| 1976 | Special Delivery                             | Mary Jane               |                                                      |
| 1977 | Aliens from Spaceship Earth                  | ella mateixa            | documental                                           |
| 1978 | Silver Bears                                 | Debbie Luckman          |                                                      |
| 1978 | A Guide for the Married Woman                | Julie Walker            | telefilm                                             |
| 1979 | The Lady Vanishes                            | Amanda                  |                                                      |
| 1979 | Americathon                                  | Gold Girl               |                                                      |
| 1980 | The Return                                   | Jennifer                |                                                      |
| 1984 | Secrets of a Married Man                     | Elaine                  | telefilm                                             |
| 1985 | Seduced                                      | Vicki Orloff            | telefilm                                             |
| 1985 | The Long Hot Summer                          | Eula Varner             | telefilm                                             |
| 1989 | El cel es va equivocar (Chances Are)         | Corinne Jeffries        |                                                      |
| 1990 | Texasville                                   | Jacy Farrow             |                                                      |
| 1990 | Alice                                        | Nancy Brill             |                                                      |
| 1991 | Which Way Home                               | Karen Parsons           | telefilm                                             |
| 1991 | Picture This: The Times of Peter Bogdanovich | ella mateixa            | documental                                           |
| 1991 | Married to It                                | Claire Laurent          |                                                      |
| 1992 | Once Upon a Crime...                         | Marilyn Schwary         |                                                      |
| 1992 | Memphis                                      | Reeny Perdew            | telefilm                                             |
| 1992 | Stormy Weathers                              | Samantha Weathers       | telefilm                                             |
| 1993 | Telling Secrets                              | Faith Kelsey            | telefilm                                             |
| 1993 | There Was a Little Boy                       | Julie                   | telefilm                                             |
| 1994 | Baby Brokers                                 | Debbie Freeman          | telefilm                                             |
| 1994 | While Justice Sleeps                         | Jody Stokes             | telefilm                                             |
| 1995 | The Last Word                                | Kiki Taylor             |                                                      |
| 1997 | Journey of the Heart                         | Janice Johnston         | telefilm                                             |
| 1999 | La musa (The Muse)                           | ella mateixa            |                                                      |
| 2000 | Marine Life                                  | June                    |                                                      |
| 2002 | Due East                                     | Nell Dugan              | telefilm                                             |
| 2003 | Easy Riders, Raging Bulls                    | ella mateixa            |                                                      |
| 2003 | Martha, Inc.: The Story of Martha Stewart    | Martha Stewart          | telefilm                                             |
| 2004 | Signs and Voices                             | ella mateixa            |                                                      |
| 2005 | Detective                                    | Karen Ainsile           | telefilm                                             |
| 2005 | Martha: Behind Bars                          | Martha Stewart          | telefilm                                             |
| 2006 | Open Window                                  | Arlene Fieldson         |                                                      |
| 2006 | Hard Luck                                    | Cass                    |                                                      |
| 2009 | High Noon                                    | Essie McNamara          | telefilm                                             |
| 2009 | Mrs. Washington Goes to Smith                | Alice Washington        | telefilm                                             |
| 2009 | Barry Munday                                 | ella mateixa            |                                                      |
| 2009 | Another Harvest Moon                         | Vickie                  |                                                      |
| 2009 | Listen to Your Heart                         | Victoria                |                                                      |
| 2010 | Expecting Mary                               | Meg                     |                                                      |
| 2010 | The Client List                              | Cassie                  | telefilm                                             |
| 2014 | Kelly & Cal                                  | Bev                     |                                                      |
| 2015 | Do You Believe?                              | Teri                    |                                                      |
| 2015 | She's Funny That Way                         | Nettie Patterson        |                                                      |
| 2017 | Being Rose                                   | Rose                    |                                                      |
| 2020 | Love Is Love Is Love                         | Nancy                   |                                                      |

### Televisió
| Any     | Títol                             | Rol                     | Notes |
| ------- | --------------------------------- | ----------------------- | --- |
| 1983    | Fantasy Island                    | Liz                     | Episodi: "Return to the Cotton Club" |
| 1983–84 | The Yellow Rose                   | Colleen Champion        | 22 episodis |
| 1983    | Masquerade                        | Carla                   | Episodi: "Pilot" |
| 1985–89 | Moonlighting                      | Madelyn 'Maddie' Hayes  | 64 episodis Globus d'Or a la millor actriu en sèrie còmica o musical (1986-1987) People's Choice Award for Favorite Female Performer in a Television Series (1986-1988) Nominada—Globus d'Or a la millor actriu en sèrie còmica o musical Nominada—Primetime Emmy Award for Outstanding Lead Actress in a Drama Series |
| 1995–98 | Cybill                            | Cybill Sheridan         | 87 episodis Globus d'Or a la millor actriu en sèrie còmica o musical Nominada—Globus d'Or a la millor actriu en sèrie còmica o musical Nominada—People's Choice Award for Favorite Female Performer in a Television Series Nominada—Primetime Emmy Award for Outstanding Lead Actress in a Comedy Series (1995-1997) Nominada—Satellite Award for Best Actress – Television Series Musical or Comedy Nominada—Screen Actors Guild Award for Outstanding Performance by an Ensemble in a Comedy Series |
| 2003    | 8 Simple Rules                    | Aunt Maggie             | 2 episod's |
| 2004    | I'm with Her                      | Suzanne                 | 2 episodis |
| 2007–09 | The L Word                        | Phyllis Kroll           | 18 episodis |
| 2008–13 | Psych                             | Madeline Spencer        | 5 episodis |
| 2008    | Samantha Who?                     | Paula Drake             | Episodi: "So I Think I Can Dance" |
| 2009    | Criminal Minds                    | Leone Gless             | Episodi: "Cold Comfort" |
| 2009–10 | Eastwick                          | Eleanor Rougement       | 5 episodis |
| 2010    | Drop Dead Diva                    | Ellie Tannen            | Episodi: "Queen of Mean" |
| 2010    | $♯*! My Dad Says                  | Charlotte Anne Robinson | Episodi: "Make a Wish" |
| 2010    | No Ordinary Family                | Barbara Crane           | Episodi: "No Ordinary Visitors" |
| 2012–13 | The Client List                   | Linette Montgomery      | 23 episodis |
| 2012    | Hot in Cleveland                  | April                   | Episodi: "What's Behind the Door" |
| 2012    | Franklin and Bash                 | Evanthia Steele         | Episodi: "Jango and Rossi" |
| 2013    | Law & Order: Special Victims Unit | Jolene Castille         | Episodi: "American Tragedy" |
| 2018    | The Comedy Central Roast          | Herself                 | Episodi: "Bruce Willis" |
| 2021    | Guilty Party                      | Susan Burgess           | Episodi: "Acts of Devotion" |

## Discografia
- Cybill Does It...To Cole Porter (Paramount, 1974)
- Mad About the Boy (Tombstone, 1976)
- Cybill Getz Better (Inner City, 1976)
- Vanilla (Gold Castle, 1979)
- Somewhere Down the Road (Gold Castle, 1990)
- Talk Memphis to Me (Drive Archive, 1997)
- Songs from The Cybill Show (1999)
- Live at the Cinegrill (2001)
- At Home With Cybill (2004)
- Jazz Baby Volumes 1–3 (2005)

Aparicions
- At Long Last Love (banda sonora) (1975)
- Moonlighting (banda sonora) (1987)

## Guardons
Premis
- 1986: Globus d'Or a la millor actriu en sèrie còmica o musical per Moonlighting
- 1987: Globus d'Or a la millor actriu en sèrie còmica o musical per Moonlighting
- 1996: Globus d'Or a la millor actriu en sèrie còmica o musical per Cybill
- 1997: Premi Primetime Emmy a la millor actriu principal - Sèrie de comèdia|Actriu principal destacada - Sèrie de comèdia - Cybill

A la seva autobiografia, Shepherd va abordar els rumors que ella estava gelosa dels seus companys de protagonistes Bruce Willis i Christine Baranski per guanyar premis Emmy mentre no ho ha fet: "El gra de veritat en aquesta polèmica va ser que, per descomptat, tenia enveja. Qui no vol guanyar un Emmy?"
Nominacions
- 1972: Globus d'Or a l'actriu revelació de l'any per L'última projecció
- 1986: Primetime Emmy a la millor actriu en sèrie dramàtica per Moonlighting
- 1988: Globus d'Or a la millor actriu en sèrie còmica o musical per Moonlighting
- 1995: Primetime Emmy a la millor actriu en sèrie còmica per Cybill
- 1996: Primetime Emmy a la millor actriu en sèrie còmica per Cybill
- 1997: Globus d'Or a la millor actriu en sèrie còmica o musical per Cybill
- 1997: Primetime Emmy a la millor actriu en sèrie còmica per Cybill